# Jon

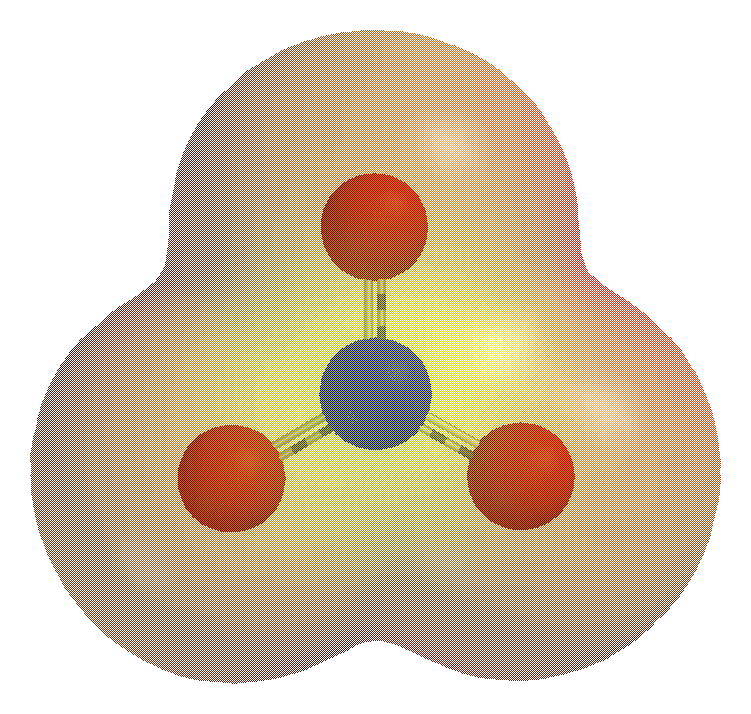
Model prętowo-kulkowy jonu azotanowego NO3- (szara kulka – atom azotu; czerwone kulki – atomy tlenu) z nałożoną powierzchnia van der Waalsa, pokolorowaną zgodnie z jej potencjałem elektrycznym: im intensywniejszy kolor, tym większy potencjał ujemny

Jon (ze stgr. ἰόν ion „idące, biegnące [od elektrody do elektrody]”) – atom lub grupa atomów połączonych wiązaniami chemicznymi, która ma niedomiar lub nadmiar elektronów w stosunku do protonów. Obojętne elektrycznie atomy i cząsteczki związków chemicznych mają równą liczbę elektronów i protonów, jony zaś są elektrycznie naładowane dodatnio lub ujemnie.
Jony naładowane dodatnio nazywa się kationami, zaś ujemnie – anionami. Jony mogą występować samodzielnie, w stanie wolnym (zwykle w fazie gazowej) lub tworzą tzw. pary jonowe, które mogą być luźno z sobą związane lub odwrotnie – tworzyć silne wiązania. Silnie związane pary jonowe tworzą chemiczne wiązania jonowe, obecne w wielu związkach chemicznych.
Powstanie jonu z obojętnego atomu lub cząsteczki nazywamy jonizacją.
Symbol jonu podaje się w postaci symbolu atomu lub grupy atomów z ładunkiem umieszczonym w prawym górnym indeksie, np. dodatnie: Na+
, Ca2+
, Al3+
 oraz ujemne: F−
, S2−
, SO2−
4.